# Instrumentos musicais tradicionais do Japão

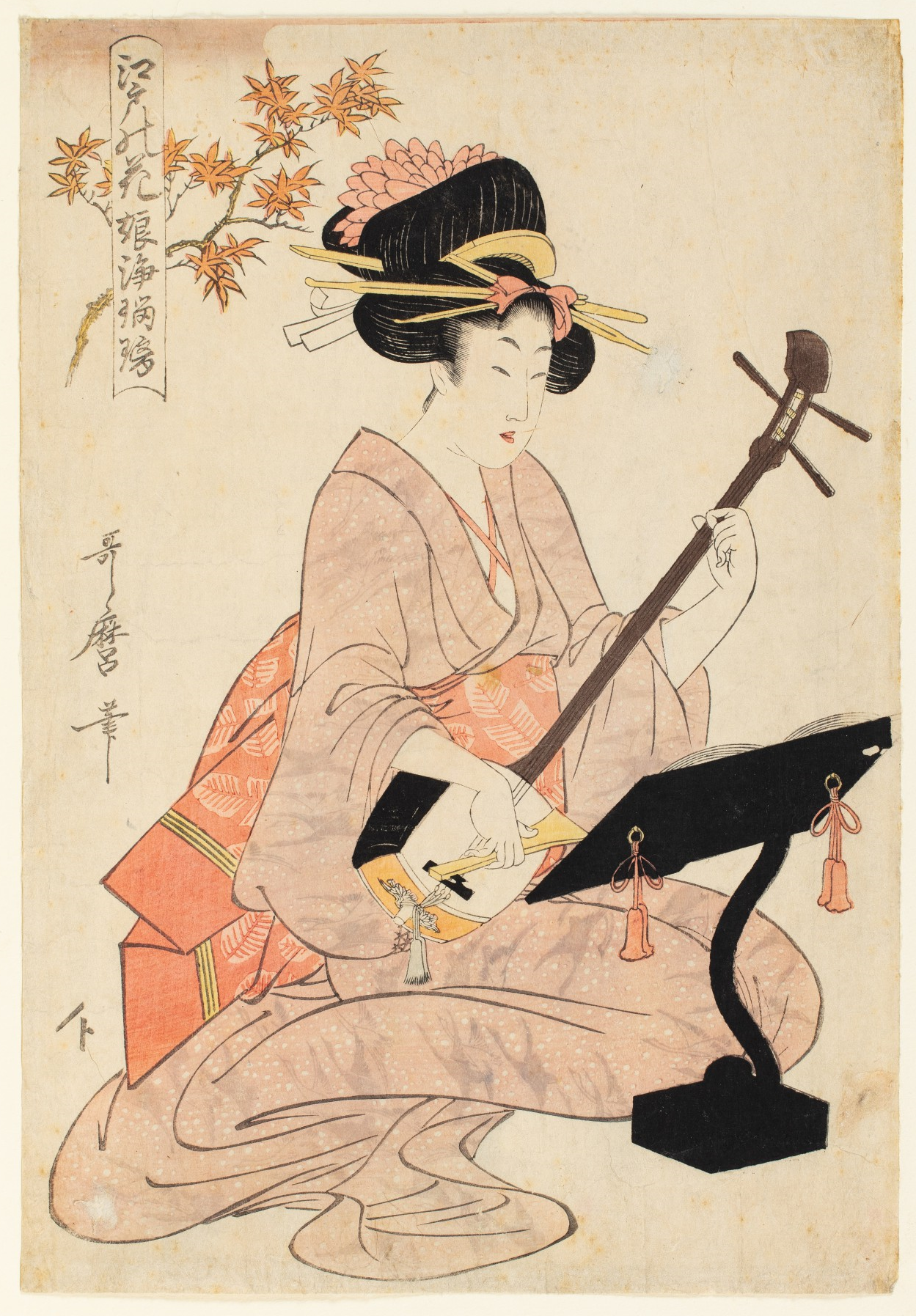
Kitagawa Utamaro, "Flowers of Edo: Young Woman's Narrative Chanting to the Samisen", ca. 1803

Instrumentos musicais tradicionais japoneses abrangem um amplo número de instrumentos de cordas, percussões e sopro.

## Cordas

### Complectro
- Biwa (琵琶) - alaúde com forma de pêra
- Ichigenkin (kanji: 一絃琴; hiragana: いちげんきん) - cítara de uma corda
- Koto (琴, 箏) - cítara longa
- Kugo (箜篌) - harpa angulada usada nos tempos antigos que foi recentemente ressuscitado
- Sangen (三線) - banjo de 3 cordas de Okinawa
- Shamisen (三味線) - banjo de 3 cordas
- Yamatogoto (大和琴) - cítara longa antiga; também chamada de wagon (和琴)
- Tonkori (トンコリ) - instrumento usado pelos Ainus de Hokkaido

### Com arco
- Kokyū (胡弓) - alaúde com arco com 3 (ou, raramente, 4) cordas e um corpo coberto por pele

## Sopro

### Flautas
Flautas japonesas são chamados de Fue.
- Hocchiku (法竹) - flauta vertical de bambu
- Nohkan (能管) - flauta transversal de bambu usado para o teatro noh
- Ryūteki (龍笛) - flauta transversal de bambu usado para o gagaku
- Kagurabue (神楽笛) - flauta transversal de bambu usado para o mi-kagura (御神楽, música de ritual de Shinto)
- Komabue (高麗笛) - flauta transversal de bambu usado para o komagaku; semelhante ao ryūteki
- Shakuhachi (尺八) - flauta vertical de bambu usado para meditação Zen
- Shinobue (篠笛) - flauta transversal de bambu folclórica
- Yokobue (横笛) - termo genérico para flautas transversais de bambu
- Tsuchibue (hiragana: つちぶえ; kanji: 土笛; lit. "flauta de terra") - flauta globular feita de barro

### Oboés
- Hichiriki (篳篥) - oboé cilíndrico usado para gagaku

### Órgãos orais
- Shō (笙) - órgão de 17 tubos usado no gagaku.
- U (竽) - grande órgão de boca.

### Trompetas
- Horagai (法螺貝) - trompeta de concha do mar; também chamado de jinkai (陣貝)

## Perscussão

### Tambores
- Kakko (羯鼓) - pequeno tambor usado no gagaku
- Taiko (太鼓), literalmente "grande tambor"
  - Ōtsuzumi (大鼓) - tambor de mãos
  - Shime-daiko (締太鼓) - pequeno tambor tocado com baquetas
  - Tsuzumi (鼓) - pequeno tambor de mão
- Tsuri-daiko (釣太鼓) - tambor num suporte com uma cabeça ornadamente pintada, tocada com uma baqueta estofada
- Ikko - pequeno, ornadamente decorado tambor de forma de ampulheta
- San-no-tsuzumi (三の鼓) - tambor de formato de ampulheta de duas cabeças; assolado em um único lado
- Den-den daiko (でんでん太鼓) - tambor pellet, usado como brinquedo para crianças

### Outros
- Hyōshigi (拍子木)
- Mokugyo (木魚)
- Shōko (鉦鼓)
- Sasara (ささら)
  - Ita-sasara (板ささら)
  - Bin-sasara (板ささら; também soletrado pronunciado como bin-zasara)
- Kokiriko (こきりこ)
- Kagura suzu
- Kane (鉦)
- Shakubyoshi (também chamado de shaku)

## Outros
- Mukkuri (ムックリ) - um berimbau de boca usado pelos Ainus